# Marie Rodell
Marie Freid Rodell (* 31. Januar 1912 in New York; † 9. November 1975) war eine US-amerikanische Literaturagentin, zu deren Klienten unter anderem die Sachbuchautorin Rachel Carson und kurzzeitig auch Martin Luther King zählte.
Marie Rodell besuchte das Vassar College, das sie 1932 mit dem B.A. abschloss. Nachdem sie neun Jahre lang als Redakteurin Kriminalromane herausgab, gründete sie 1948 ihre eigene Literaturagentur. In diesem Jahr traf sie auch Rachel Carson, mit der sie bis zu deren Lebensende im Jahre 1964 zusammenarbeitete, deren Nachlass sie ordnete und für die sie posthum A Sense of Wonder verlegte.  1957 war sie Literaturagentin für Martin Luther Kings Buch Stride Toward Freedom.

## Werke (in Auswahl)
- Mystery Fiction. Theory & Technique, Duell Sloan & Pearce Inc, 1943.

## Einzelbelege
1. 1 2  Rodell, Marie Freid (1912-1975), King Encyclopedia, Zugriff vom 11. September 2007
2. ↑  Priscilla Coit Murphy, What a Book Can Do: The Publication and Reception of Silent Spring, (University of Massachusetts Press, 2005), pp. 28–29

| Personendaten    | Personendaten                     |
| ---------------- | --------------------------------- |
| NAME             | Rodell, Marie                     |
| ALTERNATIVNAMEN  | Rodell, Marie Freid               |
| KURZBESCHREIBUNG | US-amerikanische Literaturagentin |
| GEBURTSDATUM     | 31. Januar 1912                   |
| GEBURTSORT       | New York City                     |
| STERBEDATUM      | 9. November 1975                  |